# U poustevníka
U poustevníka je přírodní památka zhruba půl kilometru jižně od vesnice Rohanov, místní části obce Chroboly v okrese Prachatice. Chráněné území se rozkládá v prostoru jihovýchodního úbočí vrchu Libína, kde zaujímá k jihu obrácený svah na levé straně bočního údolí bezejmenného přítoku Živného potoka. Důvodem ochrany jsou podmáčené smrčiny a olšiny s bohatou květenou.